# Canal+ France
Ne doit pas être confondu avec Groupe Canal+ ni avec les chaînes Canal+.
Canal+ France est une entreprise audiovisuelle commerciale française formée en janvier 2007, à la suite de la fusion des opérateurs d'édition et de distribution de chaînes de télévision à péage concurrents TPS et le bouquet Canalsat, par le rachat de ce dernier. La société, dont le capital est dès lors réparti entre d'une part les anciens actionnaires de TPS (TF1 (9,9 %), M6 (5,1 %)) et d'autre part, les anciens actionnaires de Canalsat (Groupe Canal+ (65 %) et Lagardère (20 %)), contrôlant Canal+ ainsi que ses déclinaisons Canal+ Le Bouquet (Canal+ Cinéma, Canal+ Sport, Canal+ Family, Canal+ Décalé) ainsi que Canal+ Distribution, MultiThématiques, Canalsat, Media Overseas à 100 %.

## Historique

### Création

Logo jusqu'en 2011.

Jusqu'en 2007, le bouquet TPS est détenu par TF1, à hauteur de 66 %, et par M6, à hauteur de 34 %. La fusion-acquisition par Canal sat connaît plusieurs phases d'opérations de transition, en vue de ladite fusion. La première phase de négociations s'ouvre le 12 décembre 2005. Au 4 janvier 2007, les bouquets TPS et Canalsat sont totalement détenus par la société Canal+ France. Une série de conditions à cette fusion sont définies par le Conseil supérieur de l'audiovisuel et par l'autorité de la conccurence, en phase No 2. Durant la phase de transition No 3, en 2006. TPS met en place l'offre optionnelle complémentaire Canal+ TPS permettant aux abonnés de TPS d'accéder à l'option payante Canal+ Le Bouquet. Par ailleurs, TPS modifie l'offre cinéma notamment ajoutant celles de Canalsat. En revanche, pour des motifs juridiques de respect de la concurrence, la chaîne prémium TPS Star de TPS est maintenue sous la forme d'une option distincte, comparable à celle de la chaîne payante Canal+. En 2007, la phase No 4 s'enclenche, après une période de migration des abonnés de TPS vers l'offre Canalsat entre 2006 et 2007. Les clients doivent obligatoirement passer de la position satellite de TPS sur Eutelsat Hot Bird à celle de Canalsat, sur Astra de la SES. La carte d'abonnement ou du récepteur doivent être remplacés. La commercialisation à l'offre TPS est définitivement arrêtée, à partir du mercredi 21 mars 2007.
Le 4 janvier 2007, la société Canal+ France est détenue par le Groupe Canal+-Vivendi à 65 %, Lagardère à 20 %, Groupe TF1 à 9,9 %, et Groupe M6 à 5,1 %. Le 21 mars 2007, la nouvelle formule de Canalsat est lancée sous le nom « Le Nouveau Canalsat ». Depuis lors, deux autres bouquets de télévision à péage concurrents subsistent en France, les offresAB Sat et BIS TV. Le lancement du Nouveau Canalsat est initialement prévu pour le 2 avril 2007 mais est avancé, sur demande des autorités et du CSA. L'arrêt définitif de TPS a lieu le 31 décembre 2008.
Le Groupe TF1 et le groupe Vivendi signent le lundi 23 novembre 2009, un accord de cession des parts du bouquet appartenant encore à TF1, au groupe Vivendi et sa filiale Canal+ France, pour la somme de 744 millions d'euros, devenue effective au 31 décembre 2009. 
Vivendi devient l'actionnaire majoritaire à 74,9 % de Canal+ France. Le Groupe M6 cèse ses parts du bouquet à Vivendi, au prix de 384 millions d'euros, le 2 février 2010, permettant à Vivendi de contrôler 80 % du capital de Canal+ France. En décembre 2012, après avoir été en redressement judiciaire, l'opérateur TV Numeric devenue TV Num est placé en liquidation judiciaire, par le tribunal de commerce de Paris. Canal+ décide de racheter Tv Num en janvier 2013 et de procéder une fusion avec l'offre payante de Canal+ sur la TNT.
Le dernier actionnaire minoritaire Lagardère, cède ses parts du bouquet à Vivendi en octobre 2013, pour plus d'un milliard d'euros, détenant 100 % de Canal+ France, cette dernière est dissoute dans le groupe Canal+ est radiée le 2 janvier 2014.

### Acquisition non conforme
Le 20 septembre 2011, événement sans précédent dans l'histoire de la régulation de la concurrence en France, le groupe Canal+ est contraint de remettre en question la fusion des bouquets Canalsat et de son ex-concurrent TPS. L'Autorité de la concurrence, instance indépendante qui régit et contrôle les entreprises en France, émet la décision no 11-D-12 selon laquelle l'autorisation de fusion des deux bouquets peut être annulée, de facto.
Les motifs invoqués par l'autorité concernent une bonne partie des engagements qualifiés d'essentiels n'ayant pas étés respectés par le groupe Canal+, dont notamment : 
- La mise à disposition de la concurrence, de sept chaînes (TPS Star, Cinéstar, Cinéculte, Cinétoile, Sport +, Piwi et Télétoon) dans des conditions non conformes et hors délais
- La dégradation délibérée de la qualité de programmation de ces sept chaînes thématiques
- Les budgets revus à la baisse pour ces chaînes
- L'acquisition de films récents en première exclusivité de succès moindre et des rencontres sportives secondaires comme le football pour TPS Star, au seul profit de la chaîne Canal+.

L'Autorité de la concurrence dévoile la méthode, la volonté qualifiée de délibérée des groupes Canal+ et Vivendi, à partir de 2006, de consolider l'offre Canalsat au détriment de l'offre concurrente en dépit de ses engagements. Lors de la fusion, les opérateurs concurrents de l'Internet et du câble (Iliad Free, Orange, Bouygues Telecom, etc.) auraient dû bénéficier de conditions favorables pour constituer et développer leur offre télévisuelle, engagement que le groupe Canal+ n'a pas respecté, selon l'Autorité de la concurrence.
En conséquence de cette décision, le groupe audiovisuel est contraint de revoir totalement l'organisation de cette fusion et de trouver des compensations avec ses détracteurs et concurrents, comme notamment, la possibilité pour ces derniers, de commercialiser une sélection de certaines chaînes Canalsat / Canal+ dans leur offre. Les groupes Canal+ et Vivendi déclarent aussitôt vouloir « engager les recours qui s'impose » au sujet de cette décision (recours devant le Conseil d'État). 
Toutefois, le 21 décembre 2012, le Conseil d'État rend publique sa décision. Il confirme la décision de l'Autorité de la concurrence contre le recours déposé par Canal+ contestant les décisions de l'autorité de régulation. La décision de l'Autorité de la concurrence de septembre 2011 est confirmée : retrait de l'autorisation de fusion des deux bouquets TPS et Canalsat. De plus, l'amende prononcée en 2011 à l'encontre de Canal+, passe de 30 à 27 millions d'euros. 

## Capital
À sa constitution la société dispose d'un capital réparti entre les anciens actionnaires de TPS à 55 % (TF1 (9,9 %), M6 (5,1 %), Lagardère (20 %)) et le Groupe Canal+ (65 %), contrôlantt Canal+.
Le Groupe TF1 et le groupe Vivendi signent le lundi 23 novembre 2009, un accord de cession des parts de TF1 à Vivendi, dans la société Canal+ France pour la somme totale de 744 millions d'euros, devenue effective au 31 décembre 2009, Vivendi monte à 74,9 % de Canal + France. Le Groupe M6 a quant à lui, cédé ses parts à Vivendi, au prix de 384 millions d'euros le 2 février 2010, permettant à Vivendi de contrôler 80 % du capital de Canal + France et par le Lagardère à 20 %. La participation de Lagardère, héritage de Canalsat, bouquet lancé ensemble en 1992, est cédée à Vivendi en octobre 2013, pour plus d'un milliard d'euros, Groupe Canal+ détenant 100 % de Canal+ France, cette dernière est dissoute dans le groupe Canal+ et radiée en le 2 janvier 2014.

## Activités en France
Canal+ France est une société audiovisuelle spécialisée dans la télévision payante, l'édition, et la distribution de programmes télévisés, et la vente d'abonnements. Canal+ France contient la fusion de TPS avec CanalSat.

### Chaînes Canal+
Canal + France détient 49 % de la Société d’Édition de Canal+ (SECP), anciennement Canal+ SA, qui comprend l'opérateur de la chaîne de télévision française à péage Canal+ et de ses déclinaisons numériques, à savoir Canal+ Cinéma, Canal+ Sport, Canal+ Family, Canal+ Décalé, disponibles sur la TNT, le câble, le satellite et l'ADSL TV. 

### Canalsat
Bouquet de télévision par satellite initialement lancé sous la dénomination Canalsatellite en version analogique le 14 novembre 1992 puis en numérique, le 27 avril 1996. Durant l'année 2006, le bouquet Canalsat absorbe son concurrent direct TPS et les deux offres fusionnent dans le cadre d'un accord commercial et d'entreprise. Depuis 2007, le nouvel opérateur « Nouveau Canalsat » est détenu à 100 % par le Groupe Canal+, 

### MultiThématiques
Le groupe Canal+ contrôle 100 % de l'éditeur de chaînes payantes MultiThématiques : CineCinemas (Premier, Famiz, Émotion, Frisson, Classic et Club) ; les quatre chaînes Planète+ : Planète, Planète No Limit, Planète Thalassa et Planète Justice (MultiThématiques 66 % / France Télévisions 34 %) ; les deux chaînes Télétoon+ : Télétoon+, Télétoon+ 1 ; Piwi ; Télé Maison ; Cuisine.TV (MultiThématiques 66 % / RF2K 34 %) ; Jimmy ; Comédie ; Infosport ; Sport+ ; Seasons ; Chaînes complémentaires payantes, Pink TV (participation de 17,52 %).

### Canalplay
À travers sa filiale Canal+ Distribution, le groupe Canal+ contrôle l'éditeur de vidéos en ligne Canalplay. Cette société est spécialisée dans la distribution et la commercialisation de contenus vidéo via Internet, principalement en transmission de flux (streaming), à la séance (VOD) ou sur abonnement.

## Activités à l'étranger

### Distribution d'offres de télévision à péage

#### Canal Overseas
Contrôlé à 100 % par le Groupe Canal+, Canal+ International (anciennement Media Oversea puis Canal Overseas) est l'opérateur de Canal+ et CanalSat dans les DOM-TOM (Guadeloupe, Guyane, Martinique, Mayotte, Nouvelle-Calédonie, Polynésie française, La Réunion) ainsi qu'à l'étranger, sous marques Canal+ et Canalsat en Afrique de l'ouest et les Comores, Maurice, Madagascar, Seychelles. Australie, îles du Pacifique et des Caraïbes sous la marque Le Bouquet français.

#### Canal+ Overseas Africa
Canal+ Overseas Africa, initialemment Canal Overseas Africa, filiale de Canal+ Overseas à 100 %, exploite dans une quarantaine de pays subsaharien les bouquets Canal+ et Canalsat Horizons. Ils comptent au 31 décembre 2008, plus de 137 000 abonnés. Depuis février 2009, Canal Overseas commercialise au Maroc, en Algérie et en Tunisie Le Bouquet de Canal+, un bouquet spécialement conçu pour répondre aux attentes du public maghrébin. Afin de ne pas refaire les erreurs qu'a pu faire Canal+ Horizons Maghreb dans les années 1990, ayant cessé d'émettre dans la région à cause du piratage, il n'est plus possible de recevoir Le Bouquet de Canal+ qu'en se procurant une carte seule, dont la validité va de 6 mois à 1 an. Le Bouquet Canal+ Maghreb est retiré du marché une nouvelle fois en 2011. Les raisons en cause sont le piratage et la concurrence qui ont mené aux mauvais résultats du groupe.

#### Canal+ Cyfrowy
Détenu à 75 % par le groupe Canal+  via Canal+ Overseas, en Pologne Canal+ Cyfrowy opère via les chaînes premium Canal+  Pologne et ses déclinaisons Canal+ Film, Canal+ Sport, Canal+ Sport, Canal+ Film 2, Canal+ Family, Canal+ Family2, le bouquet satellite Cyfra+, ainsi que les chaines thématiques Hyper, Domo TV, Planete+, Ale Kino, Kuchnia.tv, MiniMini, Teletoon. Canal+ Cyfrowy comptait plus de 1,380 million d'abonnés à la fin 2008.

### Édition de chaînes

#### En Afrique
Par l'intermédiaire de Multi TV Afrique, Canal+ Groupe édite les chaînes Canal+ Essentiel (au Maroc via la plate forme ADSL Maroc Télécom TV et en Algérie via Eepad ainsi que dans l'offre de Le Bouquet de Canal+, mix de Canal+ France et de Canal+ Horizons) et Teletoon Africa.

#### Au Canada
Vestige de l'extension internationale de Multithématiques (autrefois présent en Italie, Allemagne et Espagne), Planete Canada est édité en partenariat avec le groupe TerraTerra Communications.